# Estola m-flava
Estola m-flava är en skalbaggsart som beskrevs av Stefan von Breuning 1940. Estola m-flava ingår i släktet Estola och familjen långhorningar. Inga underarter finns listade i Catalogue of Life.